# Ciklično sortiranje
Ciklično sortiranje predstavlja nestabilni, in-place algoritam za sortiranje, pripada grupi sortiranja poredjenjem i optimalan je u smislu ukupnog broja upisivanja u niz. Zasniva se na ideji da se permutacija koju treba sortirati može podeliti na cikluse. Zatim rotiramo cikluse da bi dobili sortiran niz. Vremenska složenost algoritma je O(n²).
Za razliku od skoro svakog drugog sortiranja, ovde se elementi nikada ne upisuju negde u nizu samo da bi bili sklonjeni sa puta. Svaka vrednost je upisana ili nula puta, ako je već na svom mestu, ili tačno jednom, na svoju poziciju. Ovim se postiže minimalan broj upisivanja za kompletno in-place sortiranje.
Minimizacija broja pisanja veoma je korisna kada je zapisivanje podataka skupo, npr na EEPROM-u ili fleš memoriji gde svako zapisivanje smanjuje životni vek memorije.

## Algoritam
Ovaj algoritam pronalazi cikluse i rotira ih, i na kraju daje sortiran rezultat. Napomena: Opseg (a,b) sadrži brojeve od a do b-1.
```
# Sort an array in place and return the number of writes.

def
 
cycleSort
(
array
):

  
writes
 
=
 
0

  
  
# Loop through the array to find cycles to rotate.

  
for
 
cycleStart
 
in
 
range
(
0
,
 
len
(
array
)
 
-
 
1
):

    
item
 
=
 
array
[
cycleStart
]

    
    
# Find where to put the item.

    
pos
 
=
 
cycleStart

    
for
 
i
 
in
 
range
(
cycleStart
 
+
 
1
,
 
len
(
array
)):

      
if
 
array
[
i
]
 
<
 
item
:

        
pos
 
+=
 
1

    
    
# If the item is already there, this is not a cycle.

    
if
 
pos
 
==
 
cycleStart
:

      
continue

    
    
# Otherwise, put the item there or right after any duplicates.

    
while
 
item
 
==
 
array
[
pos
]:

      
pos
 
+=
 
1

    
array
[
pos
],
 
item
 
=
 
item
,
 
array
[
pos
]

    
writes
 
+=
 
1

    
    
# Rotate the rest of the cycle.

    
while
 
pos
 
!=
 
cycleStart
:

      
      
# Find where to put the item.

      
pos
 
=
 
cycleStart

      
for
 
i
 
in
 
range
(
cycleStart
 
+
 
1
,
 
len
(
array
)):

        
if
 
array
[
i
]
 
<
 
item
:

          
pos
 
+=
 
1

      
      
# Put the item there or right after any duplicates.

      
while
 
item
 
==
 
array
[
pos
]:

        
pos
 
+=
 
1

      
array
[
pos
],
 
item
 
=
 
item
,
 
array
[
pos
]

      
writes
 
+=
 
1

  
  
return
 
writes

```

## Specijalni slučejevi
Kada niz sadrži samo ponovljene vrednosti iz relativno malog opsega brojeva, može se napraviti savršena heš funkcija konstantnog vremena koja značajno ubrzava pronalaženje mesta na koje treba postaviti element, podižući efikasnost sa O(n²) na O(n+k) gde je k broj adresa heš tabele. Na kraju je niz sortiran po redosledu heširanja, pa je važno izabrati dobru heš funkciju koja će niz sortirati na potreban način.
Pre sortiranja treba napraviti histogram, koji će beležiti broj pojavljivanja svakog heša u nizu. Zatim napraviti tabelu koja će sadržati kumulativne sume svakog ulaza histograma. Ta tabela će sadržati poziciju svakog elementa u nizu. Zatim se pravo mesto svakog elementa može pronaći heširanjem (u konstantnom vremenu) i pomoću tabele, umesto linearnom pretragom.

## Literatura
- Musser, David (1997). „Introspective Sorting and Selection Algorithms”. Software: Practice and Experience. Wiley. 27 (8): 983—993. doi:10.1002/(SICI)1097-024X(199708)27:8<983::AID-SPE117>3.0.CO;2-#. Архивирано из оригинала 16. 07. 2012. г. Приступљено 22. 05. 2013.